# 星星哨水库
星星哨水库位于中国吉林省永吉县岔路河镇东南8公里处，旧称官地水库，是以灌溉为主，兼有防洪、发电、养殖等功能的大（二）型水库。饮马河支流岔路河中游，多年平均年径流量2.14亿立方米。年均输沙量 4248 吨。地处吉林哈达岭北侧，石头口门水库上游。
设计标准为二百年一遇洪水设计，可能最大洪水洪水保坝。  
水库枢纽由大坝、泄洪洞、输水洞、电站组成。3孔无压泄洪洞位于左岸，设计最大泄流量526立方米每秒；输水隧洞位于右岸，设计最大过水流量53立方米每秒，与星星哨灌区输水总干渠相接，总干渠长11.95 千米。干渠终点以下分3 条分干渠和24 条支渠，最多时灌溉50 个村水田面积11969 公顷。；水电站在坝后，多年平均年发电量531.1万千瓦时。 

## 历史
1958年永吉县负责兴建。抽调民工5000人，组成5个民工营。驻军第46军第137师3个步兵团、蛟河驻军派出1个工兵连，夹皮狗金矿50名技术干部技术工人，支援水库建设。1959年完成土坝清基，基槽开挖，右岸山体隧道开挖449米衬砌68米，三级公路10km，民工宿舍5810平方米，完成工程量25.94万m3。1960年下马缓建。
1969年开始复工准备，1971年正式开工。永吉县动员民工5000人，高峰时7000人，吉林省水利工程处五队、吉林市水利工程队参加施工。吉林省水利勘测设计院负责设计。1974年底基本完工。总计完成工程量136.68万m3，浆砌石3360m3，混凝土16795m3。
1976年安全复核认定设计标准偏低，为吉林省重点险库。至1979年完成土坝加高4米，护坡、加修防浪墙。从1958年至1979年三期施工，累计完成工程量180.84万m3，其中土方152.34万m3，石方26.34万m3，浆砌石0.35万m3，混凝土1.81万m3，人口452万个，车工5.19万台日，国家累计投资1690万元，县社自筹412.11万元。
运行以来，水库最大年来水量47195 万立方米，最小年来水量0.4937亿立方米；出现的最高水位246.70米（1994年8月17日），最低水位233.32米(2001年5月27日)；最大入库流量1340立方米每秒（1973年8月2日）。